# كاتيزينا سوكولوفا
كاتيزينا سوكولوفا (بالتشيكية: Kateřina Sokolová)‏ (ولدت في 4 أبريل 1989 في بريف، تشيكوسلوفاكيا) عارضة أزياء تشيكية وحاملة لقب ملكة جمال سابقة بعدما فازت بمسابقة ملكة جمال التشيك في عمر 18 عاما, ومثلت بلدها في ملكة جمال العالم 2007 في الصين. 
ظهرت سوكولوفا على غلاف العدد الصادر في يونيو 2008 من النسخة التشيكية من بلاي بوي.

## روابط خارجية
- كاتيزينا سوكولوفا على موقع IMDb (الإنجليزية)
- كاتيزينا سوكولوفا على موقع دليل عارضات الأزياء (الإنجليزية)
- sokolova.cz

| سبقه تاتيانا كوتشاروفا | ملكة جمال جمهورية التشيك 2007 | تبعه سوزانا ياندوفا |